# Louis-Antoine de Ruffi
Louis-Antoine de Ruffi (* 30. Dezember 1657 in Marseille; † 26. März 1724 ebenda) war ein französischer Regionalhistoriker.

## Leben und Werk
Louis-Antoine de Ruffi war der Sohn von Antoine de Ruffi. Er erweiterte die Geschichte von Marseille seines Vaters und gab den neuen Text 1696 heraus. Erst 1829 kam es zur Publikation einer besseren Histoire de Marseille durch Augustin Fabre.

## Schriften (Auswahl)
- (Bearbeiter und Herausgeber) Histoire de la ville de Marseille, contenant tout ce qu’il s’y est passé de plus mémorable depuis sa fondation, durant le tems qu’elle a esté république et sous la domination des Romains, Bourguignons, Visigots, Ostrogots, Rois de Bourgogne, Vicomtes de Marseille, Comtes de Provence et de nos Rois Très-Chrêtiens : Recueillie de plusieurs auteurs grecs, latins, françois et espagnols et des titres tirés des archives de l’Hôtel de ville, des Chapitres, Abaïes et Maisons religieuses de Marseille et de divers lieux de la Provence. 2., erweiterte Auflage. H. Martel, Marseille 1696.
- Dissertations historiques et critiques sur l’origine des comtes de Provence, de Venaissin, de Forcalquier et des vicomtes de Marseille. Henry Brebion, Marseille 1712.
- Le Culte de S. Louis d’Anjou à Marseille au XIVe siècle. Les documents de Louis-Antoine de Ruffi, suivis d’un choix de lettres de cet érudit. Hrsg. Marie-Hyacinthe Laurent. Edizioni di storia e letteratura, Rom 1954.